# Drino aureocauda
Drino aureocauda är en tvåvingeart som beskrevs av Thompson 1966. Drino aureocauda ingår i släktet Drino och familjen parasitflugor. Inga underarter finns listade i Catalogue of Life.